# İpek Yaylacıoğlu
İpek Yaylacıoğlu (* 31. Juli 1984 in Istanbul) ist eine türkische Schauspielerin.

## Leben und Karriere
Yaylacıoğlu wurde am 31. Juli 1984 in Istanbul geboren. Ihre Großmutter ist bosniakischer Abstammung. Ihr Debüt gab sie 2005 in der Fernsehserie Ihlamurlar Altında. Danach spielte sie in der Serie Senden Başka mit. Außerdem bekam sie 2008 in dem Film Başka Semtin Çocukları die Hauptrolle. Im selben Jahr trat sie in Elif auf. Von 2009 bis 2019 spielte sie in Arka Sokaklar die Hauptrolle. Anschließend wurde sie 2014 für die Serie Kardeş Payı gecastet.

## Filmografie
Filme
- 2008: Başka Semtin Çocukları

Serien
- 2005–2007: Ihlamurlar Altında
- 2007: Senden Başka
- 2008: Elif
- 2008: Çemberin Dışında
- 2009: Kavak Yelleri
- 2009–2019: Arka Sokaklar
- 2014–2015: Kardeş Payı